# Adsorpcja fizyczna
Adsorpcja fizyczna lub mniej precyzyjnie fizysorpcja, to zjawisko lub proces adsorpcji na skutek działania sił oddziaływania międzycząsteczkowego - sił van der Waalsa (z wyłączeniem wiązań chemicznych - wówczas mówimy o adsorpcji chemicznej, czyli chemisorpcji) - pomiędzy cząsteczką adsorbatu a powierzchnią adsorbentu. Energia związana z procesem adsorpcji fizycznej (ciepło adsorpcji) jest z reguły rzędu kilku kJ/mol (rzadko kilkunastu kJ/mol), podczas gdy w przypadku adsorpcji chemicznej są to wielkości o rząd większe (ciepło reakcji chemicznej). Wielkość adsorpcji fizycznej silnie zależy od temperatury oraz ciśnienia lub stężenia adsorbatu, a obniżenie ciśnienia lub podwyższenie temperatury prowadzi do łatwej i szybkiej desorpcji.
Oprócz oddziaływań adsorbat-adsorbent w układzie takim istnieją zawsze zwiększające wielkość adsorpcji oddziaływania adsorbat-adsorbat. Jako tzw. oddziaływania boczne zwiększają wartość adsorpcji w obrębie monowarstwy adsorpcyjnej, prowadzą również do pojawienia się kolejnych warstw adsorbatu na już zapełnionej monowarstwie - tzw. zjawisko formowania wielowarstwy odpowiadające skraplaniu pary cieczy przy ciśnieniu obniżonym na skutek przyciągających sił adsorpcyjnych.
Siły van der Waalsa zależą od rodzaju powierzchni adsorbentu i adsorbatu, jednak mają charakter w dużym stopniu niespecyficzny, gdyż wynikają przede wszystkim z powszechnego istnienia sił dyspersyjnych (Londona) związanych z budową materii (dodatnio naładowane jądro i krążące wokół jądra ujemnie naładowane elektrony). Poza przypadkiem trwałych dipoli oraz wiązań wodorowych są również bezkierunkowe. 
Adsorpcja fizyczna jest jednym ze zjawisk tworzących w sumie zjawisko adsorpcji, a to ostatnie jednym ze zjawisk określanych wspólną nazwą sorpcji (nazwa niezbyt precyzyjna nazwa obejmuje zjawiska adsorpcji, absorpcji, gdzie mechanizmem jest podział objętościowy, zjawiska tzw. sorpcji wymiennej oraz inne w wyniku których określone substancje przemieszczają się z jednej fazy do drugiej z wytworzeniem pewnego stanu równowagi).